# Hans Glas

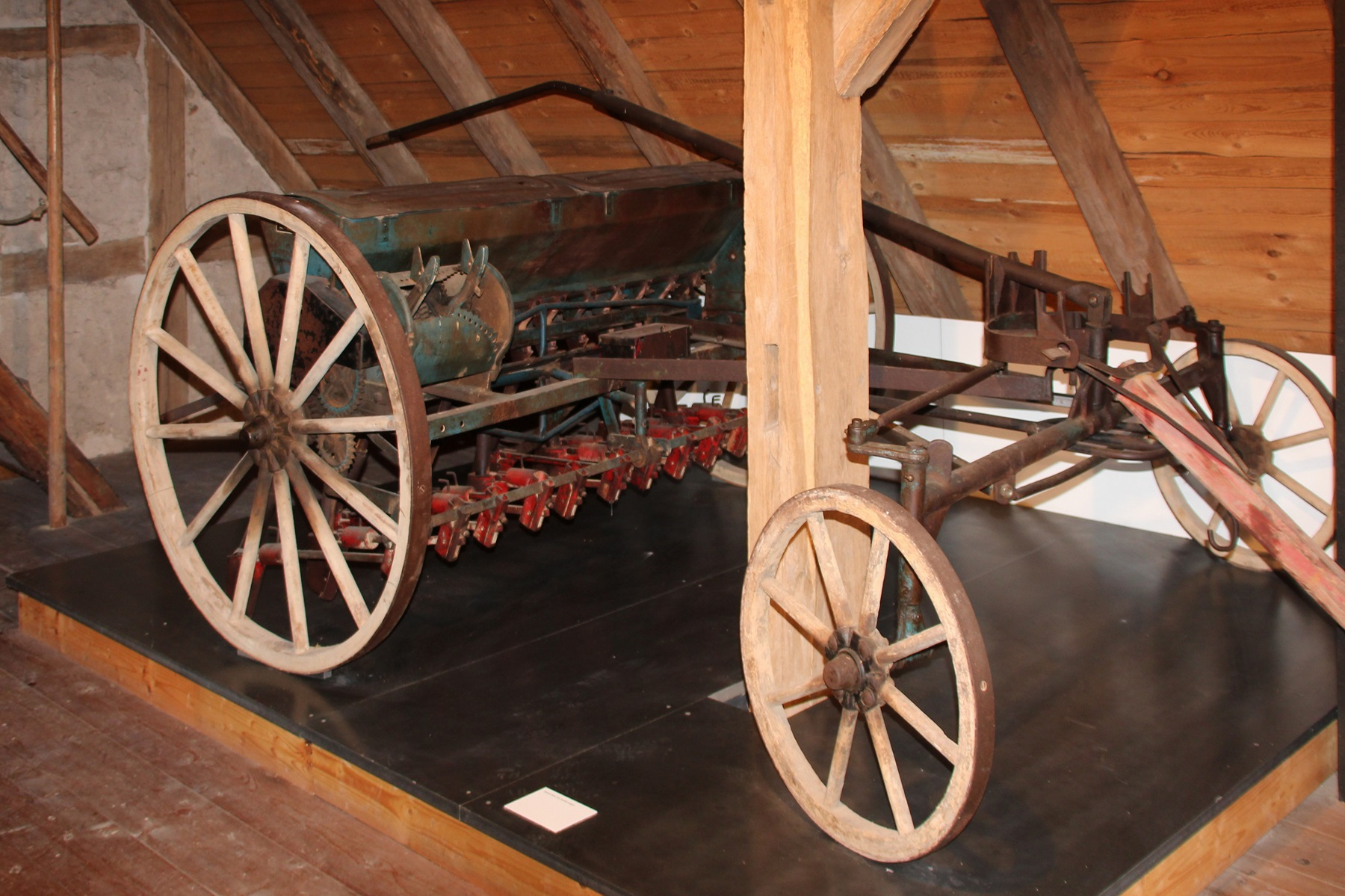
secí stroj Isaria

Hans Glas GmbH byla německá továrna sídlící v bavorském Dingolfingu. Původně vyráběla zemědělské stroje, pokles zájmu ji však skrz motocyklové skútry proměnil na malého výrobce automobilů. Pro finanční obtíže ji roku 1966 odkoupilo BMW.

## Začátky
Mechanik Andreas Glas, syn Mauruse Glase, který založil v roce 1860 první továrnu na zemědělské stroje v Bavorsku, si na ně v roce 1883 otevřel opravárenskou dílnu. V roce 1905 zahájil výrobu secích strojů a podnik Isaria s názvem houby nepřející škodlivému hmyzu byl méně závislý na ročním období a úspěšně rostl. Postupně se stal největším výrobcem secích strojů v Evropě, za druhé světové války vyráběl i zbraně. Odloučení převážně zemědělského východu způsobilo úpadek německého trhu s taženou agrotechnikou a továrna převzatá synem Andrease – Hansem, potřebovala rozšířit výrobní program.

## Vozidla Glas
Před první světovou válkou působil Hans Glas v kanadské Massey-Harris Company. S jejím vypuknutím odešel do USA a pracoval v továrnách Ford, Indian a Harley-Davidson. Po návratu do Německa v roce 1924 organizoval výrobu podle amerických zkušeností v otcově společnosti.
V roce 1949 si Hansův syn Andreas povšiml hojného využívání značně velkého množství pohodlných elegantních skútrů Vespa na zemědělském veletrhu v italské Veroně. Se zrušením některých zákazů výroby okupačními úřady očekával podobný zájem o levný jednostopý motorový dopravní prostředek s o něco lepší ochranou před větrem nebo špinavými silnicemi než motorová kola či mopedy také v Západním Německu.
Též mělo vážně poškozený vozový park, mnoho vozidel zničených nebo rozbitých a ostatní velmi opotřebované účinkem válečných náhražkových paliv. Vzmáhající se ekonomika již řadovým Němcům ovšem umožňovala alespoň nahrazení jízdních kol. Jednostopá motorová vozidla zdvihového objemu do 200 cm³ byla osvobozena od daně, poplatků, registrace a směla se řídit bez řidičského oprávnění. Dosahovala maximální rychlosti asi 80 km/h.
Andreas přesvědčil otce k návrhu a odzkoušení vlastního skútru. V SRN je zatím stavěl Hoffmann a Maico.

#### Skútry Goggo

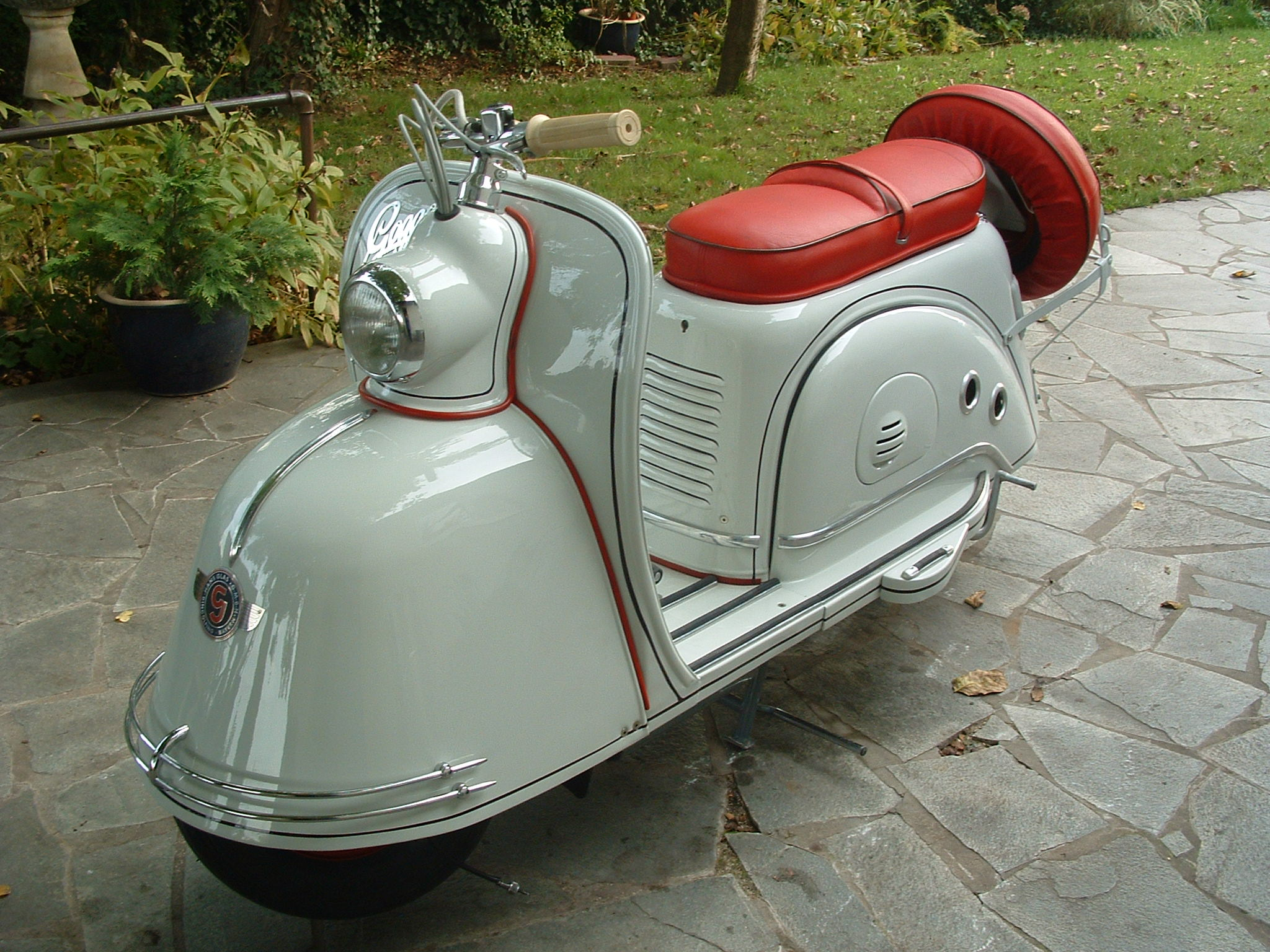
skútr Goggo (1951–1957)

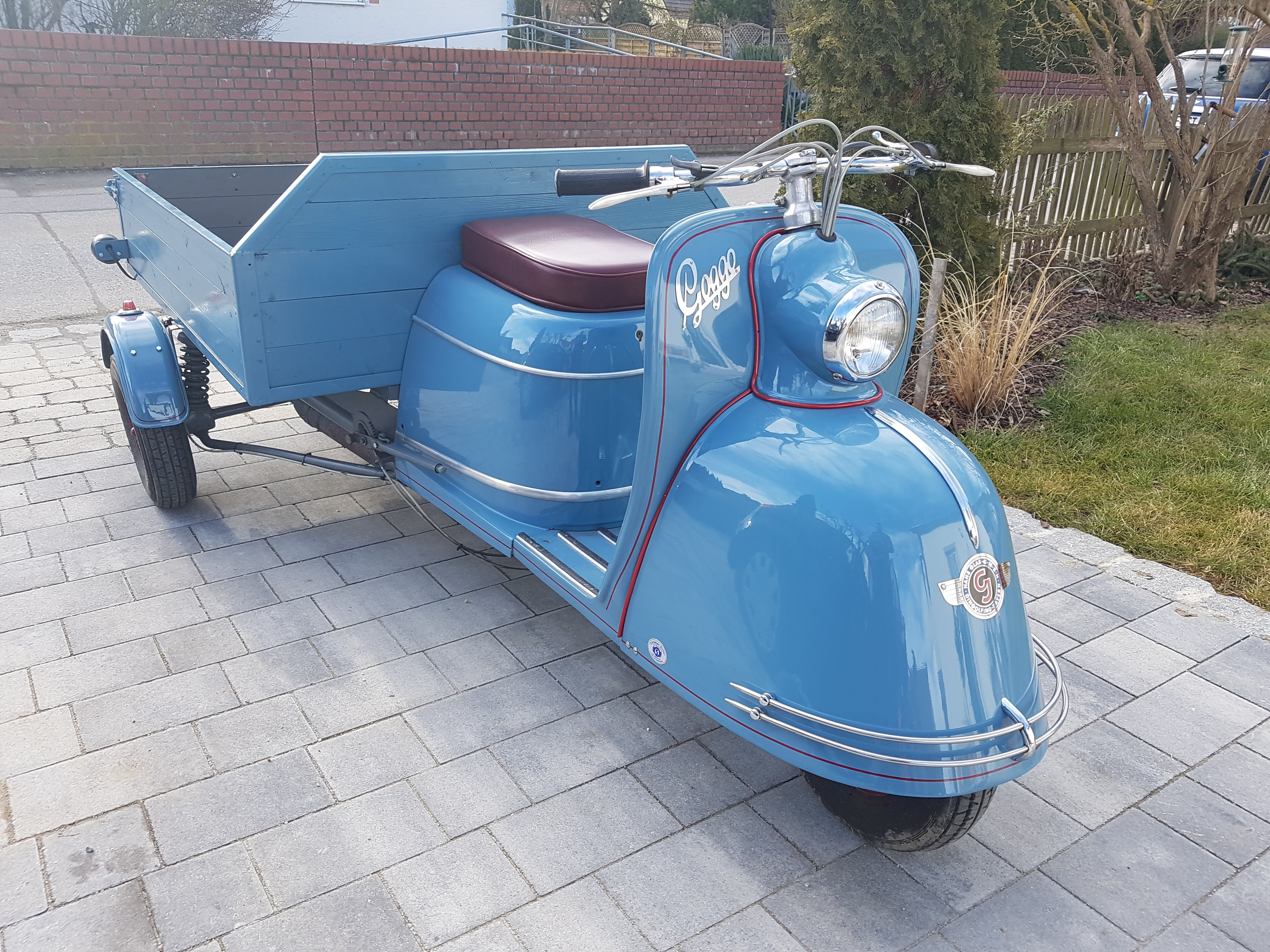
nákladní tříkolka Goggo

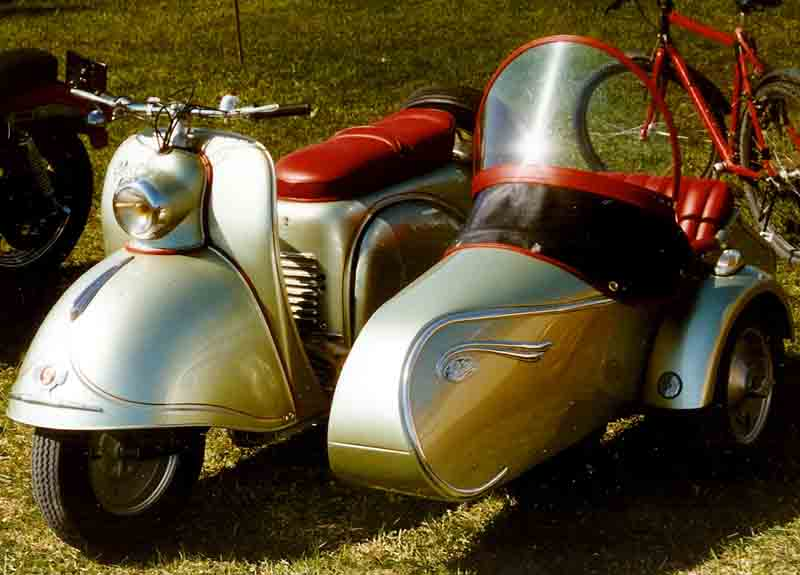
Goggo s postranním vozíkem

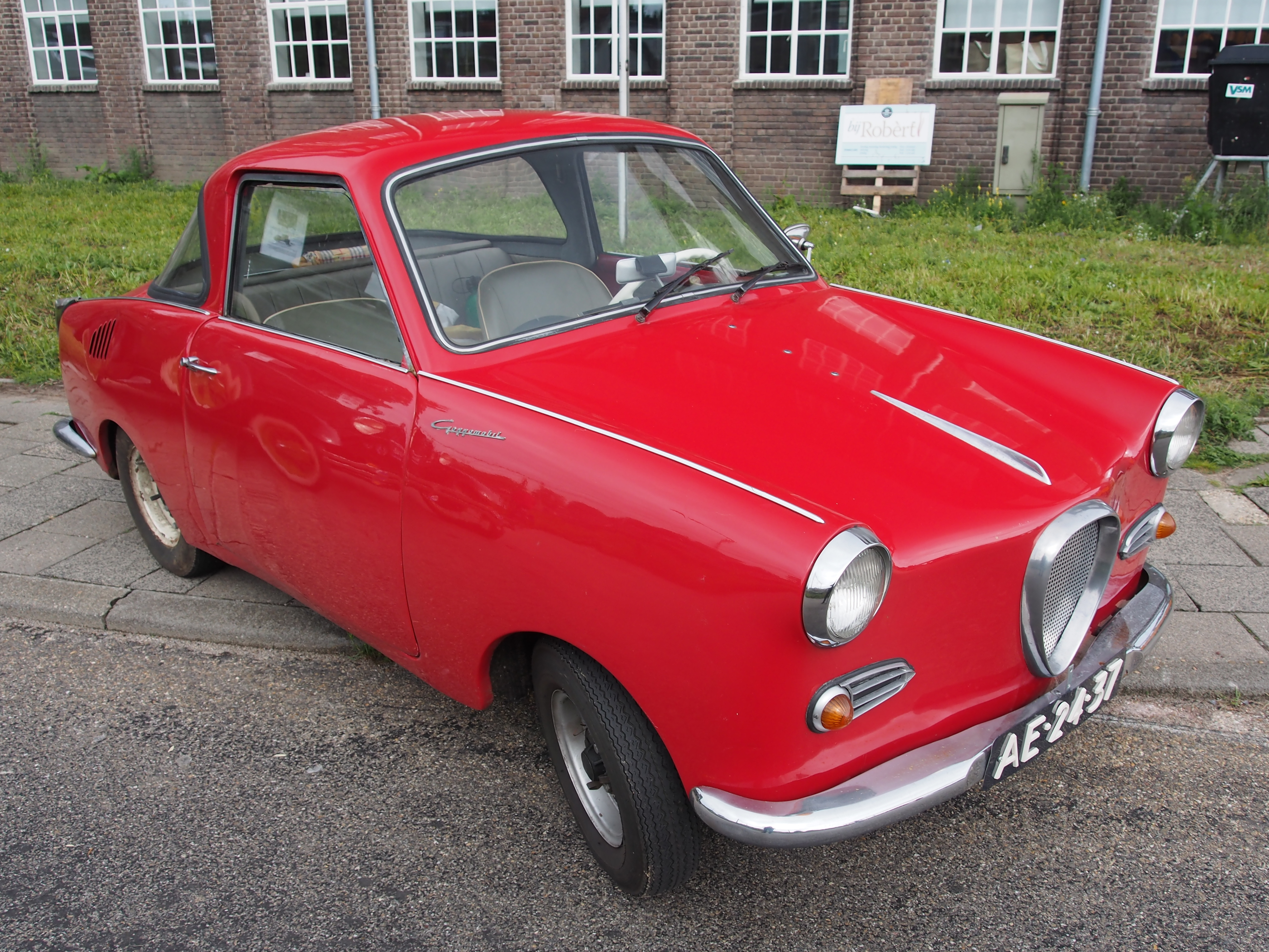
kupé Goggomobil TS

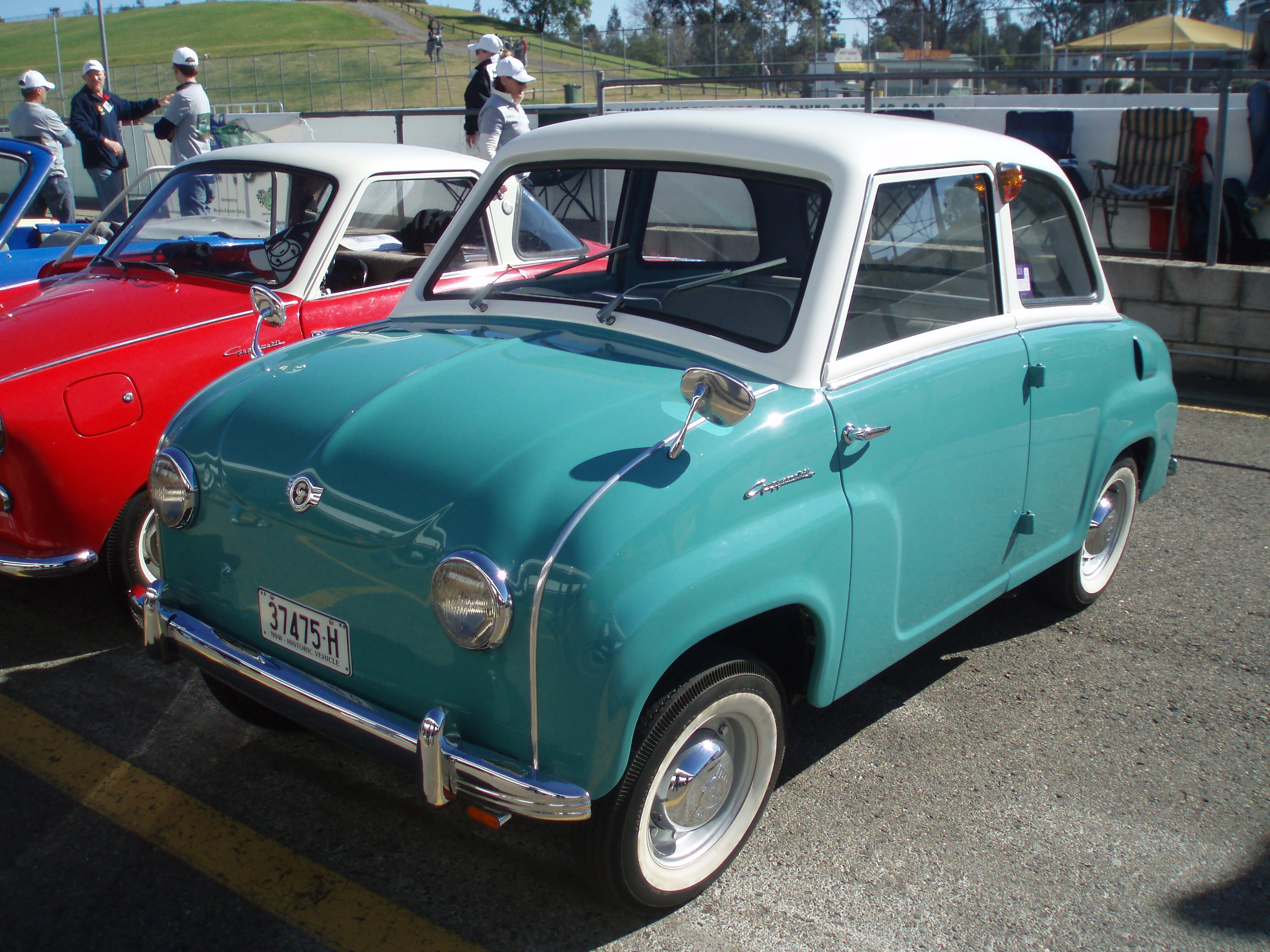
Goggomobil T před kupé TS
(1955–1969)

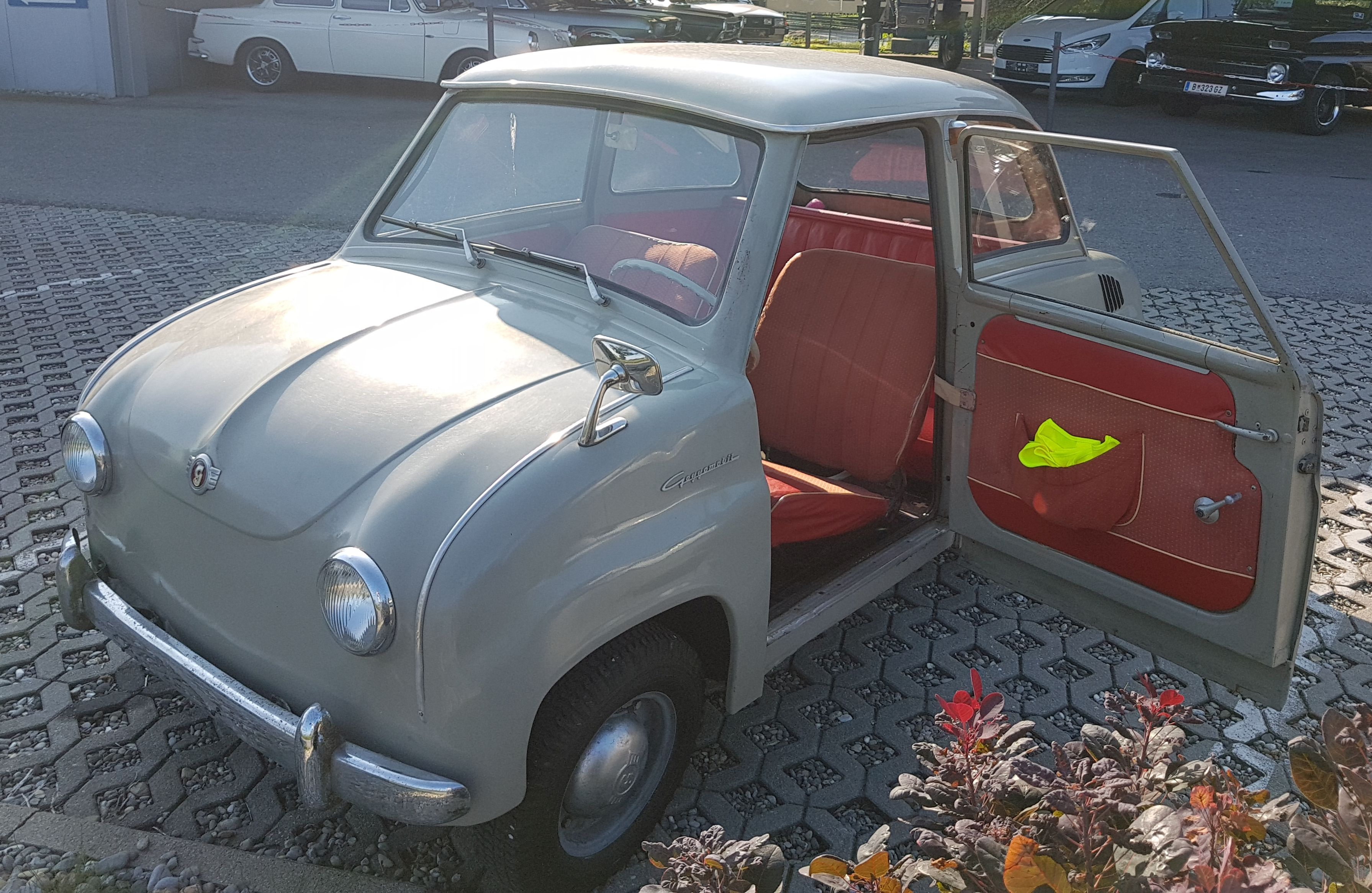
Goggomobil T

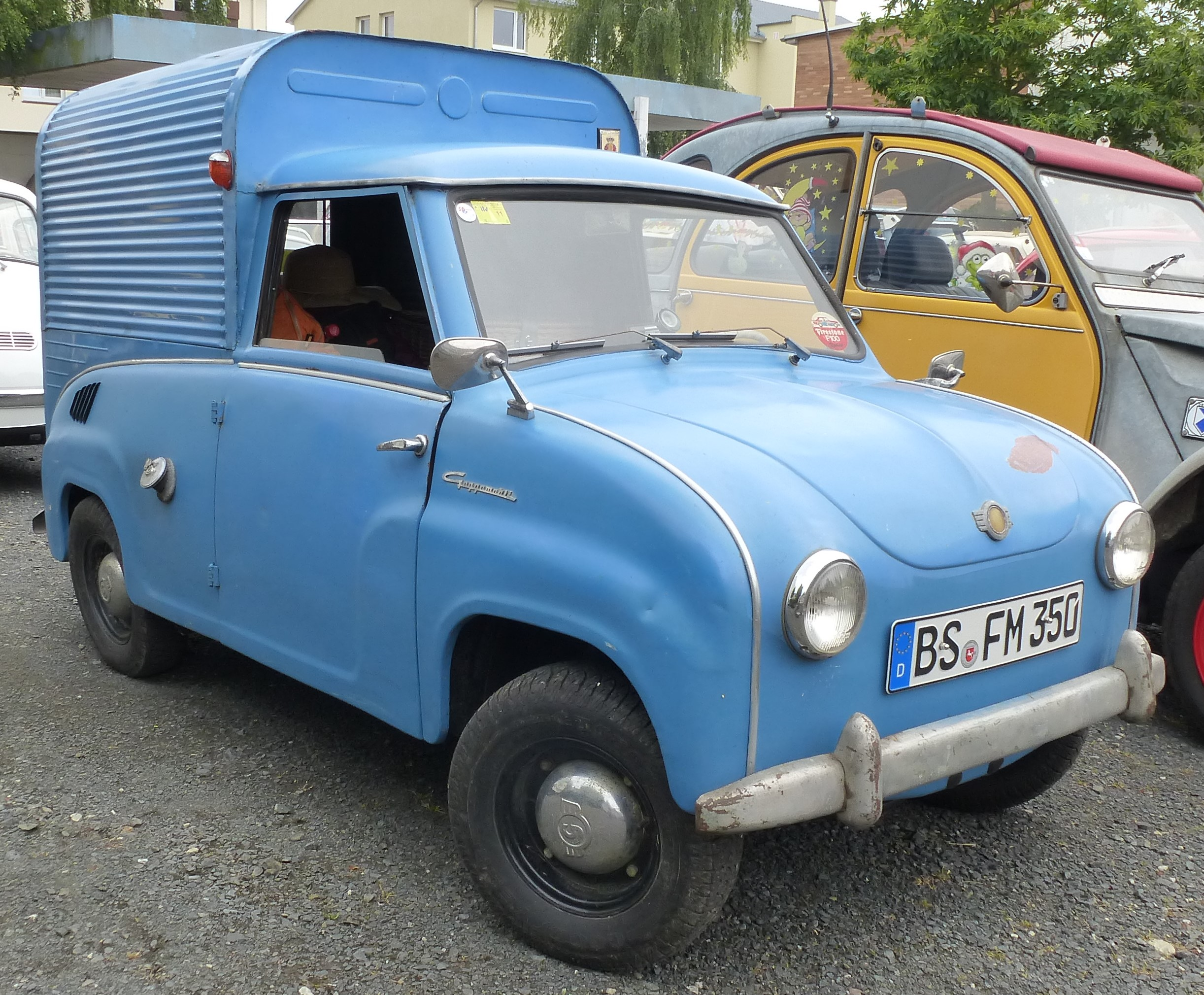
pick-up Goggomobil FM

Na jaře 1951 začal rodinný podnik označený Hans Glas vyrábět skútr Goggo se 123 cm³ dvoutaktním jednoválcovým motorem ILO-Motorenwerke výkonu 5 k. Název byl odvozeninou přezdívky Goggi nejmladšího Glase – Andreasova vnuka. Ač dalece vzdálen půvabu samonosné Vespy, brzké uvedení na trh a pevná robustní konstrukce s trubkovým rámem z něj udělaly nejprodávanější skútr Německa. Od roku 1952 byl nabízen také s motory 148 cm³ o 6,7 k nebo 197 cm³ o 9,5 k a i s postranním vozíkem. Od roku 1953 i jako nákladní tříkolový vůz nosnosti 250 kg a s rozličnými nástavbami.

Od roku 1954 zájem o motocykly v Německu velmi rychle klesl. Vzmáhající se SRN přestala mít zájem o jednoduché skútry. Masy Němců nahrazovaly jednostopá vozidla vystavená dešti motorovými vozítky se střechou nad hlavou, jejichž prodej rostl. Glas už jen coby třetí největší německý výrobce skútrů ukončil jejich výrobu v roce 1957. Poskytly mu však dostatečně vybavenou továrnu pro stavbu minivozů chránících daleko lépe nové oblečení stále více si vydělávajících Němců před deštěm nebo sněhem než chystaný zdvojený „krytý skútr“ Goggo se stahovací plátěnou střechou.[ve zdroji nenalezeno]

#### Minivozy Goggomobil

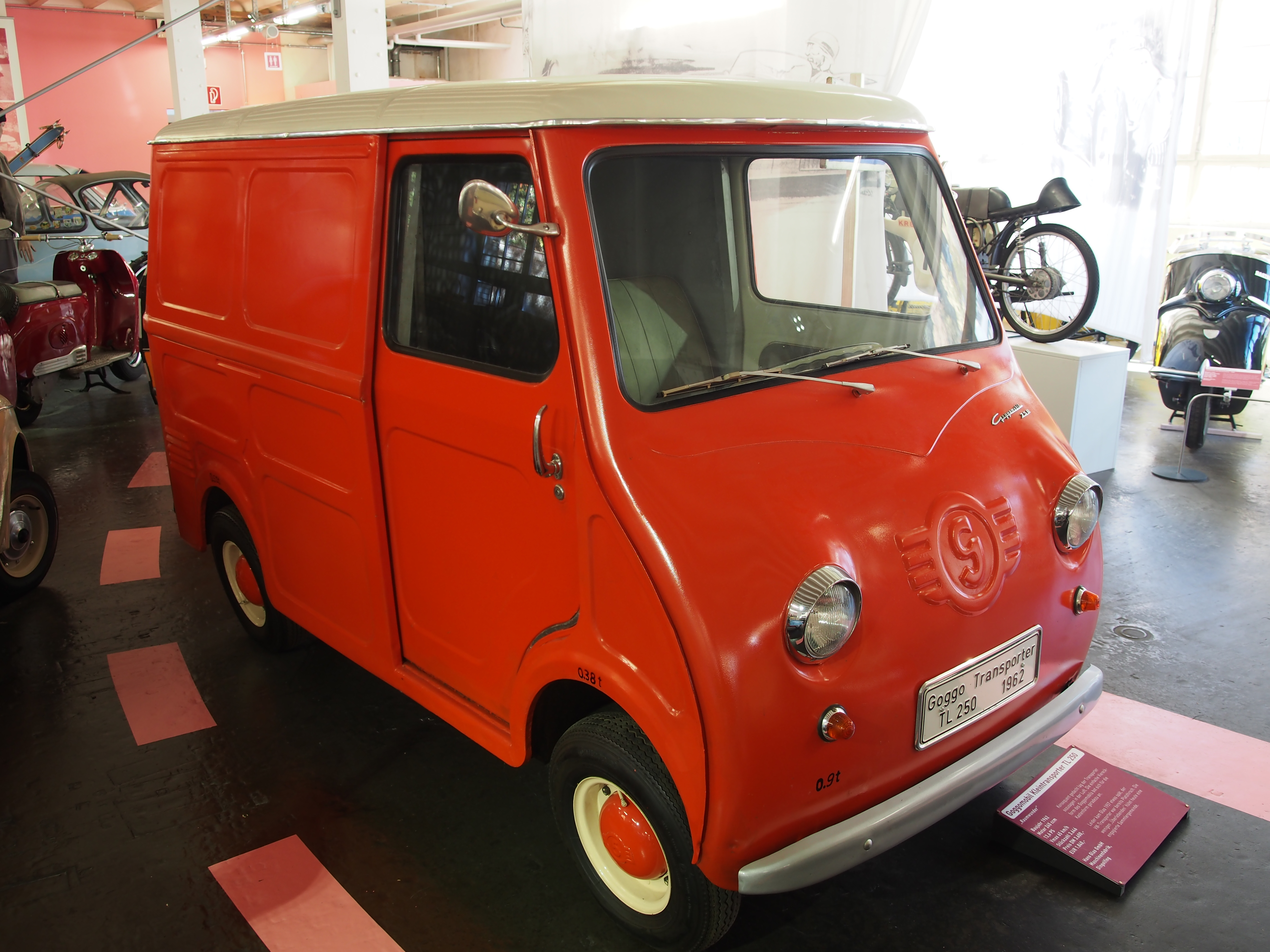
minidodávka Goggomobil TL

Od března 1955 začal Glas prodávat minivůz Goggomobil T 250 s plošinovým rámem přivařeným ke karoserii, vyvíjený od roku 1952. Při odhalení na výstavě motocyklů v říjnu 1954 vzbudil mimořádnou pozornost. V mnohém převyšoval konkurenci Fuldamobil, kabinových skútrů Messerschmitt, Isetta nebo pozdější BMW Isetta, Heinkel ap. Byl mnohem užitečnější, snadno uvezl dva dospělé a dvě děti –  měl přitom obdobnou velikost.[ve zdroji nenalezeno] Díky pontonové karoserii se podobal[ve zdroji nenalezeno] běžnému modernímu vozu a řidič v něm nevypadal jako v bublině. Výchozí prototyp spoléhal na dopředu odklopnou čelní stěnu. S nezávisle zavěšenými koly, které byly v rozích karoserie, měl Goggomobil velmi dobré jízdní vlastnosti. Postrádal ale také jakýkoliv deformační prostor.[ve zdroji nenalezeno] Dalo se v něm sice přespat, neměl však ani zavazadlový prostor. U prvních vozů se jeho přítomnost nesnažil připodobnit ani čelní prolis.[ve zdroji nenalezeno] Zavazadla se dala umístit na zadní sedadla, jinak byl potřeba střešní nosič nebo přívěs.[zdroj?]
S konstrukčně motocyklovým dvoudobým 245 cm³ vzduchem chlazeným 13,6 k dvouválcovým motorem vlastní výroby se mohl řídit s průkazem na malý motocykl. Motor poháněl zadní kola a uložen byl vzadu napříč.[ve zdroji nenalezeno] Prodejní cena pod 3 000 DM budila velký zájem, obdobně stál cestovní motocykl s postranním vozíkem, ochrannými přilbami a koženým oblečením chránícím jezdce – který byl méně komfortní.[ve zdroji nenalezeno] Standardní VW Brouk se prodával za 3 790 DM, dvoumístná BMW 250 Isetta za 2 580 DM. Pro kupce Goggomobilů byly podstatné i znatelně nižší provozní výdaje, tj. náklady na pohonné hmoty, pneumatiky, údržbu, opravy, daně a pojištění vozu – stály totiž jen trochu míň než zachovalé ojeté vozy Volkswagen, DKW, Opel nebo Ford, často dokonce víc. Výroba stoupala a umožnila rozšířit nabídku.[zdroj?]

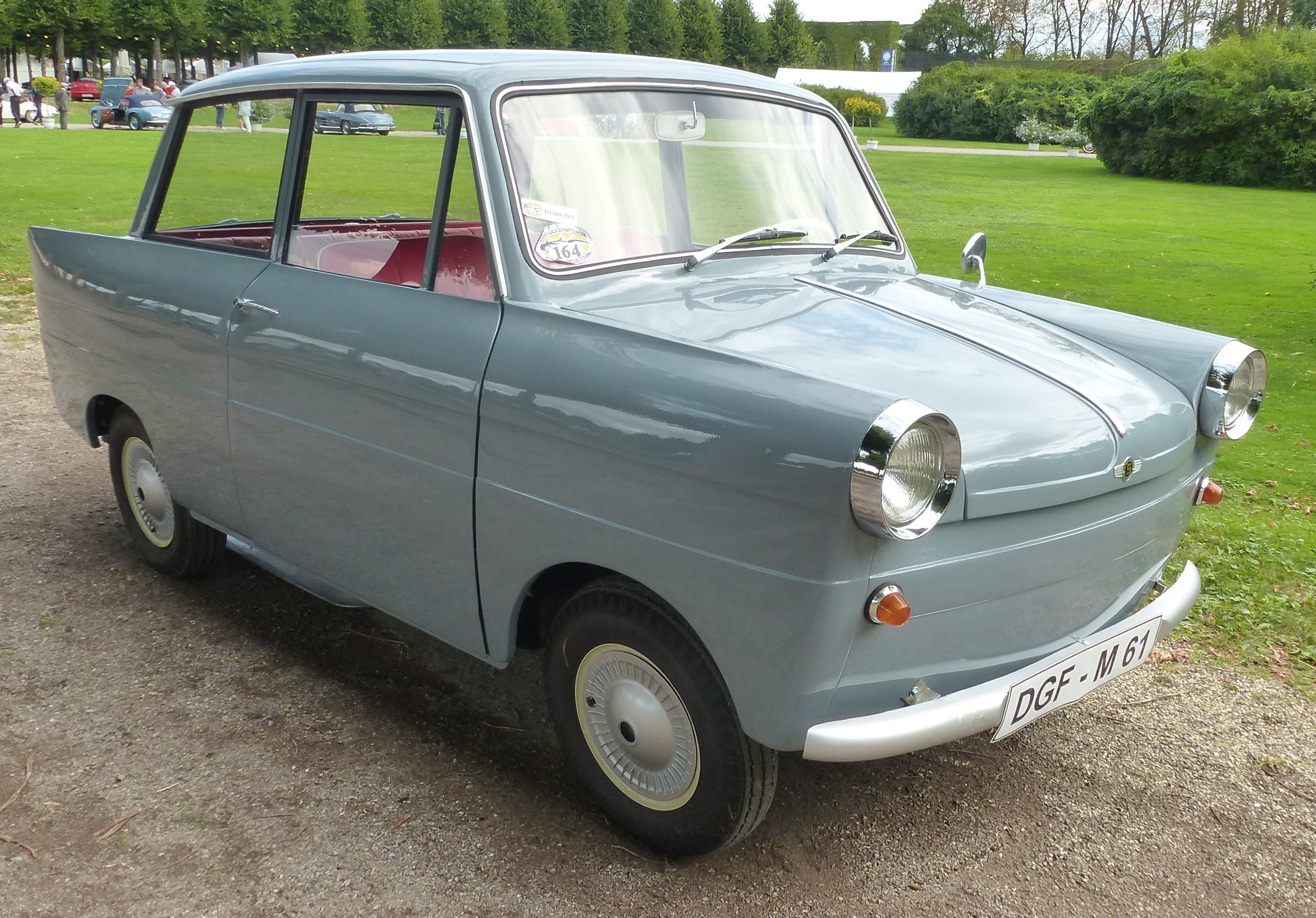
prototyp Glas M-61

V únoru 1957 začal Glas vyrábět Goggomobil T 300 a Goggomobil T 400 se 293/392 cm³ motory se zvětšeným vrtáním o 15/18,5 k, i praktický dvoumístný pick-up Goggomobil FM. A elegantní kupé Goggomobil TS s karoserií s falešnou maskou chladiče na původním podvozku pro milé lépe postavených, přezdívané „malé Ferrari“. Na žádost Deutsche Post Glas vyvinul a s plošinovým rámem Goggomobilu vyráběl jednomístnou minidodávku Goggomobil TL Transporter s užitečným zatížením 250 kg. A dále ji nabízel coby dvoumístnou skříňovou dodávečku nebo odvozený valníček pro „náklad velký na přepravu osobním autem, ale malý pro nákladní“. S přibližně 43 000 Goggomobily vyrobil Glas roku 1957 nejvíce vozů ve své historii. Malého výrobce si všimli bavorští politici a žádali, aby převzal nepříliš zdárné DKW a BMW. Glas s převážně ruční výrobou[ve zdroji nenalezeno] měl ale velmi omezené finanční zdroje, neustále je většinou ihned směroval do výroby nebo vývoje dalších vozů a o převzetí neusiloval.[zdroj?]
Prodej Goggomobilu pokračoval i po odprodeji Glasu BMW až do konce roku 1969. Úlevy pro maloobjemové vozy si nadále získávaly část válkou těžce poškozených – výroba modelů 300 a 400 skončila už v létě 1965, resp. na jaře 1967. S přibližně 280 000 vyrobenými je Goggomobil nejprodávanější a nejdéle vyráběný západoněmecký minivůz. S rostoucí prosperitou však jeho prodej a obliba rychle klesaly. Trh už nabízel dostatek velkosériových malých vozů za cenu minivozů. V roce 1959 nastal strmý propad, výroba Goggomobilu spadla z přibližně 22 500 na polovinu. Rodinný podnik Glasů musel rozšířit nabídku o větší vozy. Moderní karoserie Goggomobilu testovaná na prototypu Glas M-61, která poskytovala více prostoru vevnitř i mělký zavazadlový prostor vepředu, se do sériové výroby nedostala. Původní získala dočasnou výjimku na uchycení dveří vzadu.[zdroj?]

#### Malé vozy Glas

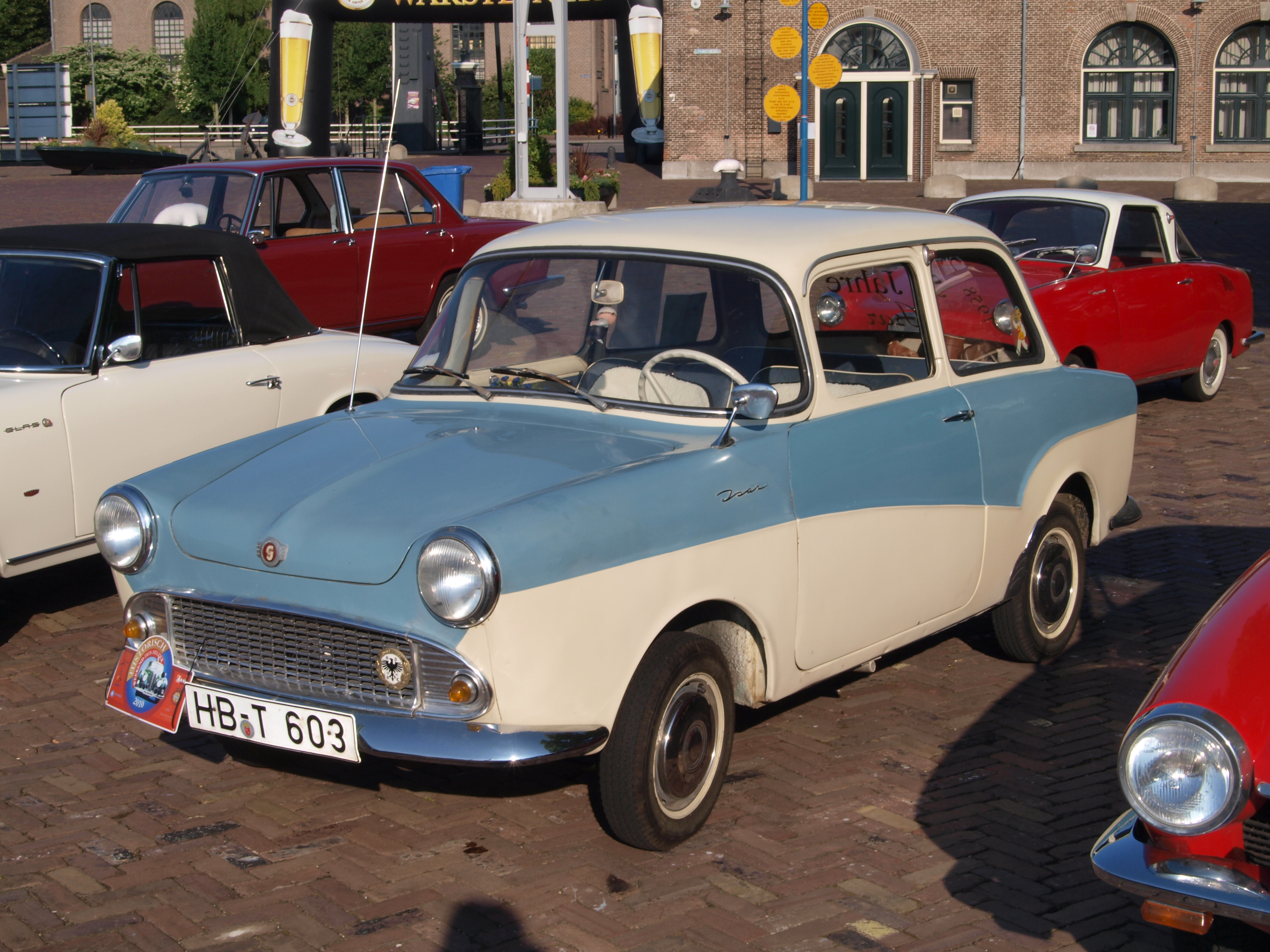
Isar T (1958–1965)

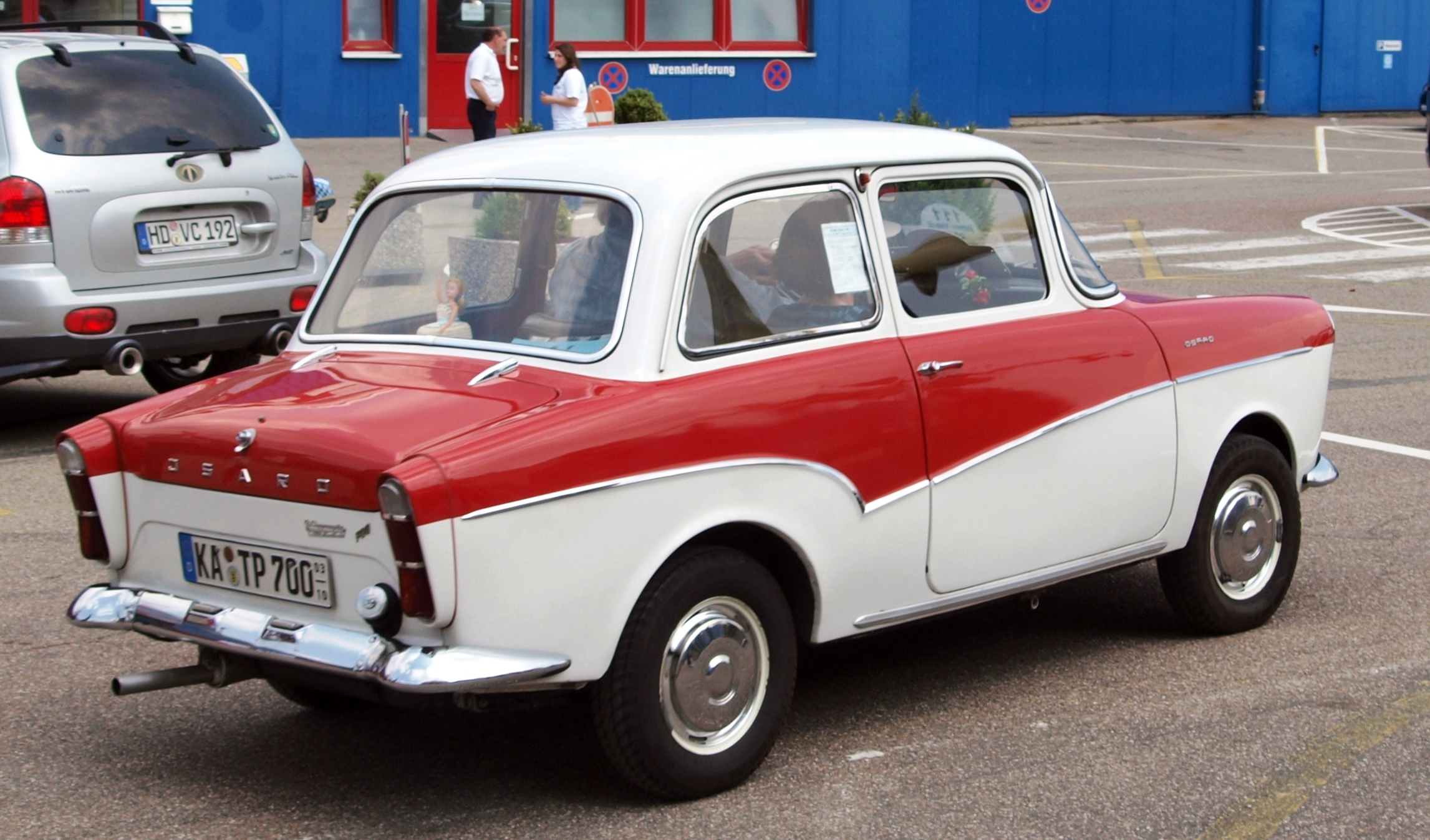
Isard T (1958–1965)

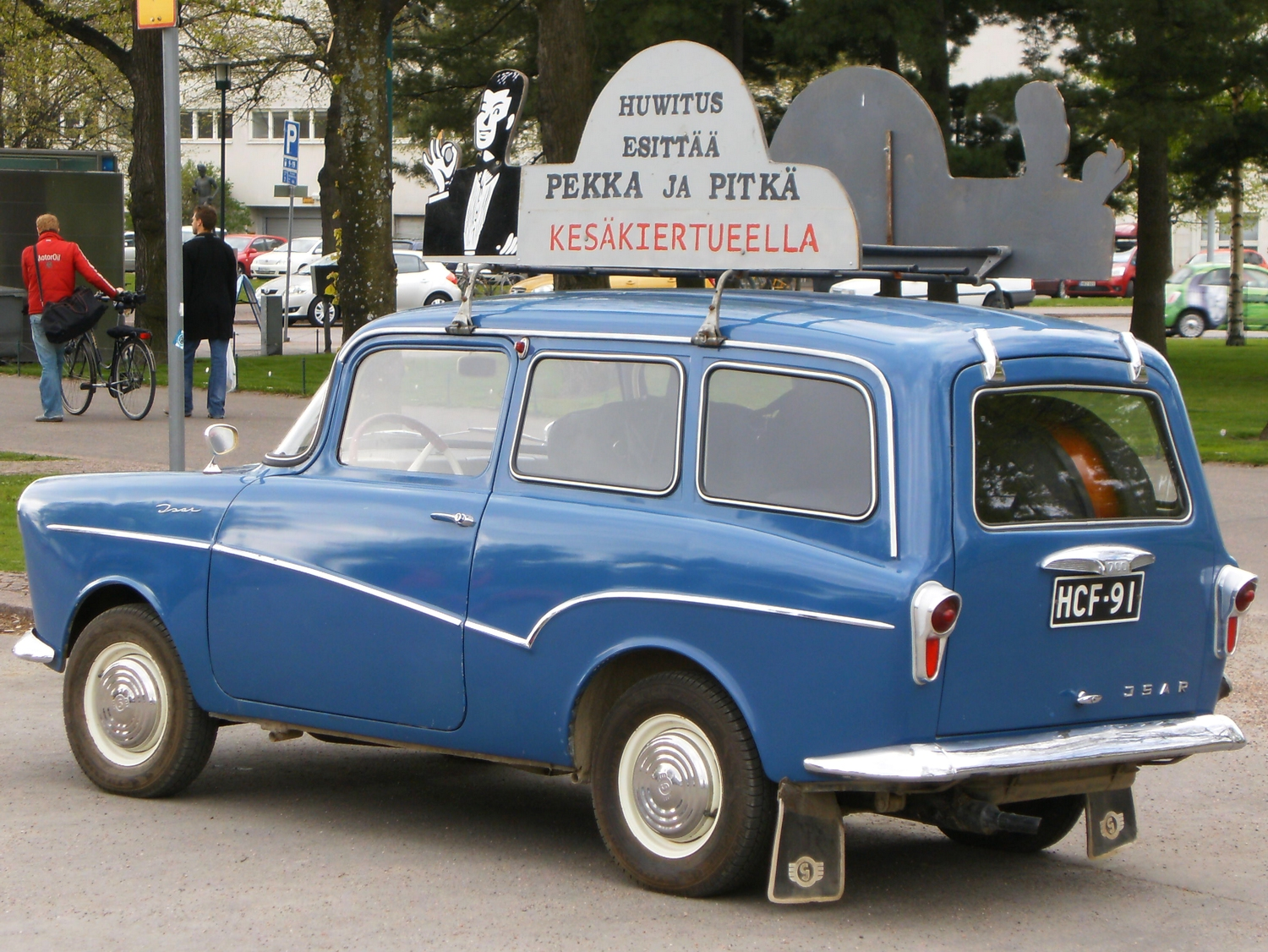
kombi Isar K (1959–1965)

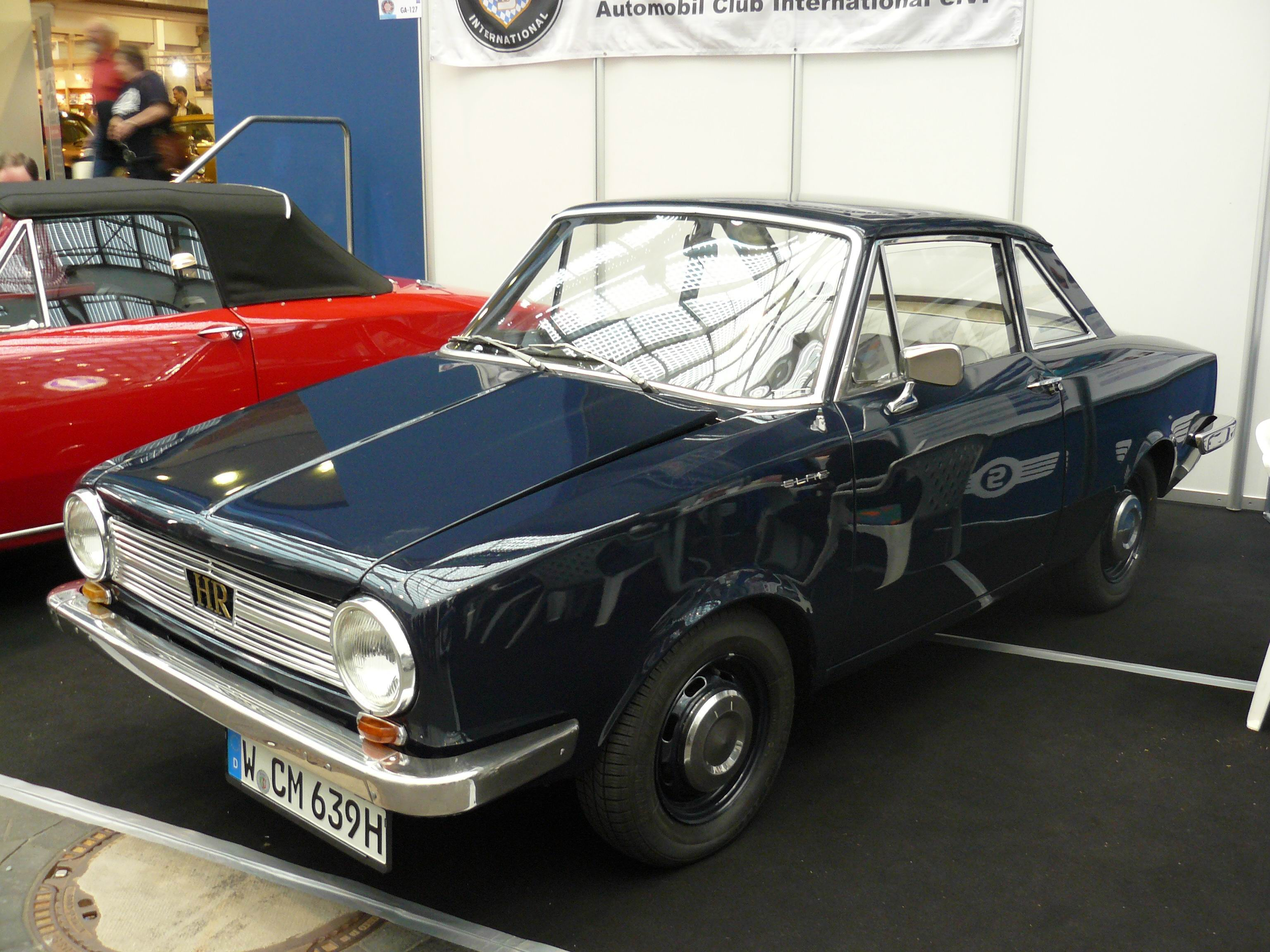
kupé Glas 1004 (1962–1968)

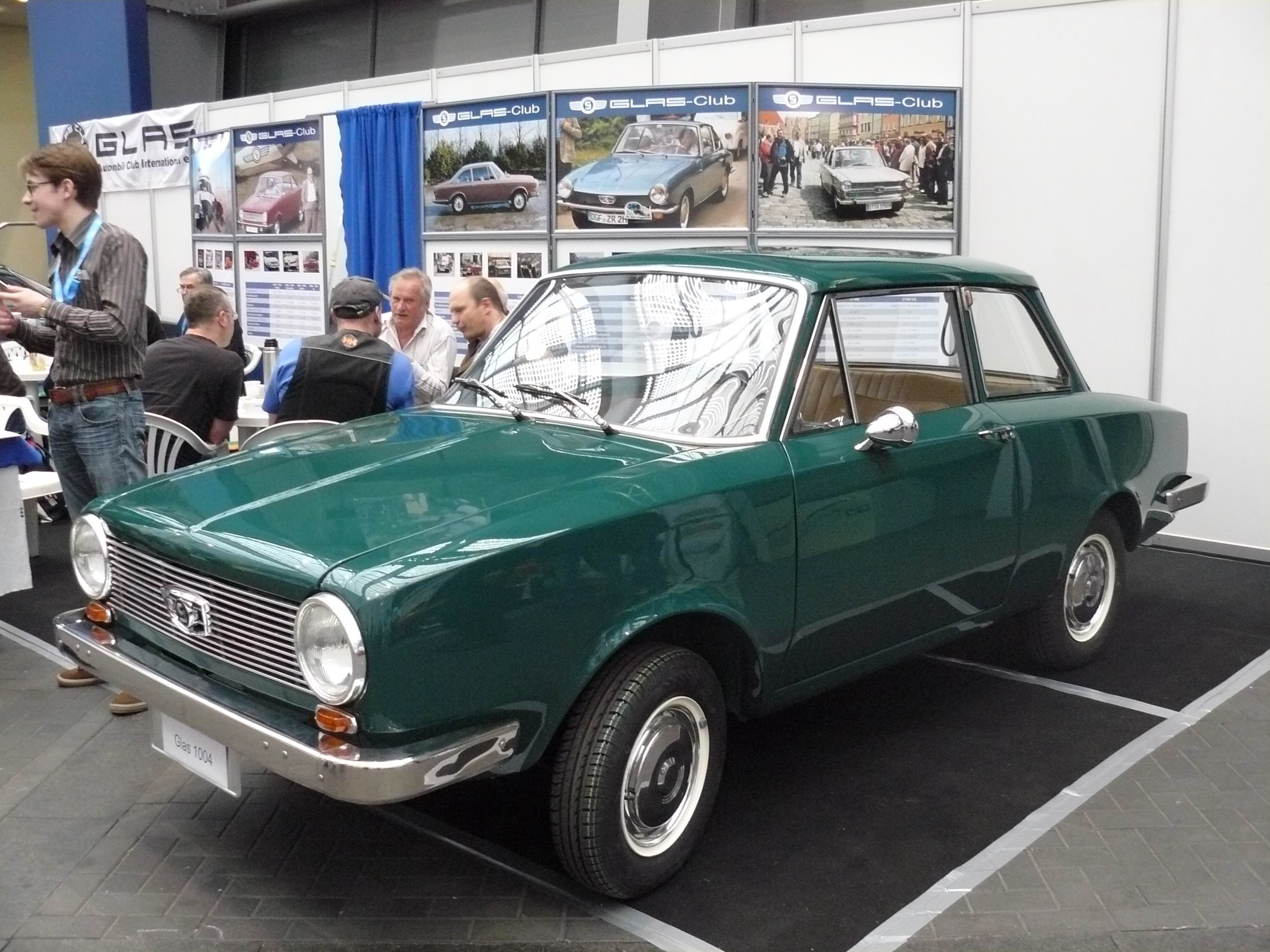
tudor Glas 1004 (1963–1968)

V srpnu 1958 začal Glas vyrábět pořádný malý vůz s dostatkem prostoru pro čtyři dospělé[ve zdroji nenalezeno] a rozměrným zavazadlovým prostorem větším než u vozu nižší střední třídy VW Brouk – navrženého před 20 lety, kterého hodlal stylově módní samonosnou karoserií překonat. Díky rezervnímu kolu nad motorem odpovídal zavazadelník objemem střední třídě. Pořádný ale neznamenalo pořádně postavený. Neodzkoušený prototyp odhalený v září 1957 sice značně ohromil. Měl označení Goggomobil 600 ccm 4takt boxer a připomínal luxusní Buick Century 1956. Vpředu uložený čtyřtaktní 579 cm³ vzduchem chlazený dvouválcový boxer slibovaného výkonu 25 k, navržený bývalým konstruktérem motocyklů BMW, poháněl přední kola. Daleko a vysoko nad přední nápravou umístěný motor však způsoboval v relativně lehkém voze příliš ovlivňovaném vytížeností značnou nedotáčivost a problémy s trakcí na kluzkém povrchu, v terénu nebo zimě – obzvláště pro hornaté vesnické Bavorsko závažný problém. Nejsnadnější urychlená náhrada pohonem zadních kol oddálila stejně výrobu. Zvýšila i hmotnost vozu a podporovala deformace samonosné karoserie na špatných silnicích způsobující vypadávání panoramatického čelního skla méně omezujícího výhled vpřed. Rovněž přehřívání motorů s běžnějšími toliko 19 k. I kapota s přítěží rezervního kola stupňovala namáhavost obsluhy.[ve zdroji nenalezeno] Technické nedostatky působily nepřiměřené výdaje na záruční údržbu oproti nízké ceně vozu a zhoršily pověst značky.[zdroj?]
Navzdory slibnému začátku prodeje s názvem Glas T600, aby nebyl přirovnáván k páchnoucím rachotivým minivozítkům Goggomobil, nesplnil pro malou spolehlivost plánovaná očekávání. Přitom od srpna 1958 se začal vyrábět i s 682 cm³ silnějším 29,5 k motorem. V listopadu 1959 byl faceliftován a s dvěma nosníky vyztuženým spodkem karoserie představen coby Glas Isar T600 a Glas Isar T700 podle bavorské řeky Isar. Současně s provedením kombi obrovitého nákladového prostoru. Lákal na ně odhalený prototyp kupé Glas Isar 35S s upravenou a zvláště vpředu přepracovanou karoserií Goggomobil TS s plošinovým rámem a podvozkem Isar T700 s motorem zvýšeného výkonu na 34 k.[ve zdroji nenalezeno] Kupé připomínající Ferrari Superamerica 1956 se ale kvůli problémům s motorem a malý zájem sériově nevyrábělo. Na frankofonních trzích se vozy Isar prodávaly se jménem Isard[ve zdroji nenalezeno] pro hanlivě znějící původní název. Isard je druh hbitého pyrenejského kamzíka. Vozy Isar se technicky dostaly na potřebnou úroveň, ovšem příliš pozdě. Snížení cen Volkswagenů ani nové konkurenci NSU Prinz se mnohem menší výrobce Glas nedovedl vyrovnat. Stále náročnější zákazníci navíc vyhledávali vozy, které byly o půl třídy výš: Ford 12M, Opel Kadett, DKW Junior, NSU 1000 nebo sportovní BMW 700 a byly jen o málo dražší. Glas za stoupající prosperity rozšířil vývojový tým a směřoval na větší vozy. Výroba řady Isar byla zastavena v červnu 1965.

#### Vozy Glas nižší střední třídy
V květnu 1962 se na prodlouženém podvozku Glas Isar začalo vyrábět 2+2místné kupé Glas 1004 s čtyřválcovým 42 k vodou chlazeným 992 cm³ konstrukčně moderním motorem s pěti ložisky klikové hřídele a rozvodem OHC, který byl poprvé u sériového vozu poháněn ozubeným řemenem. 

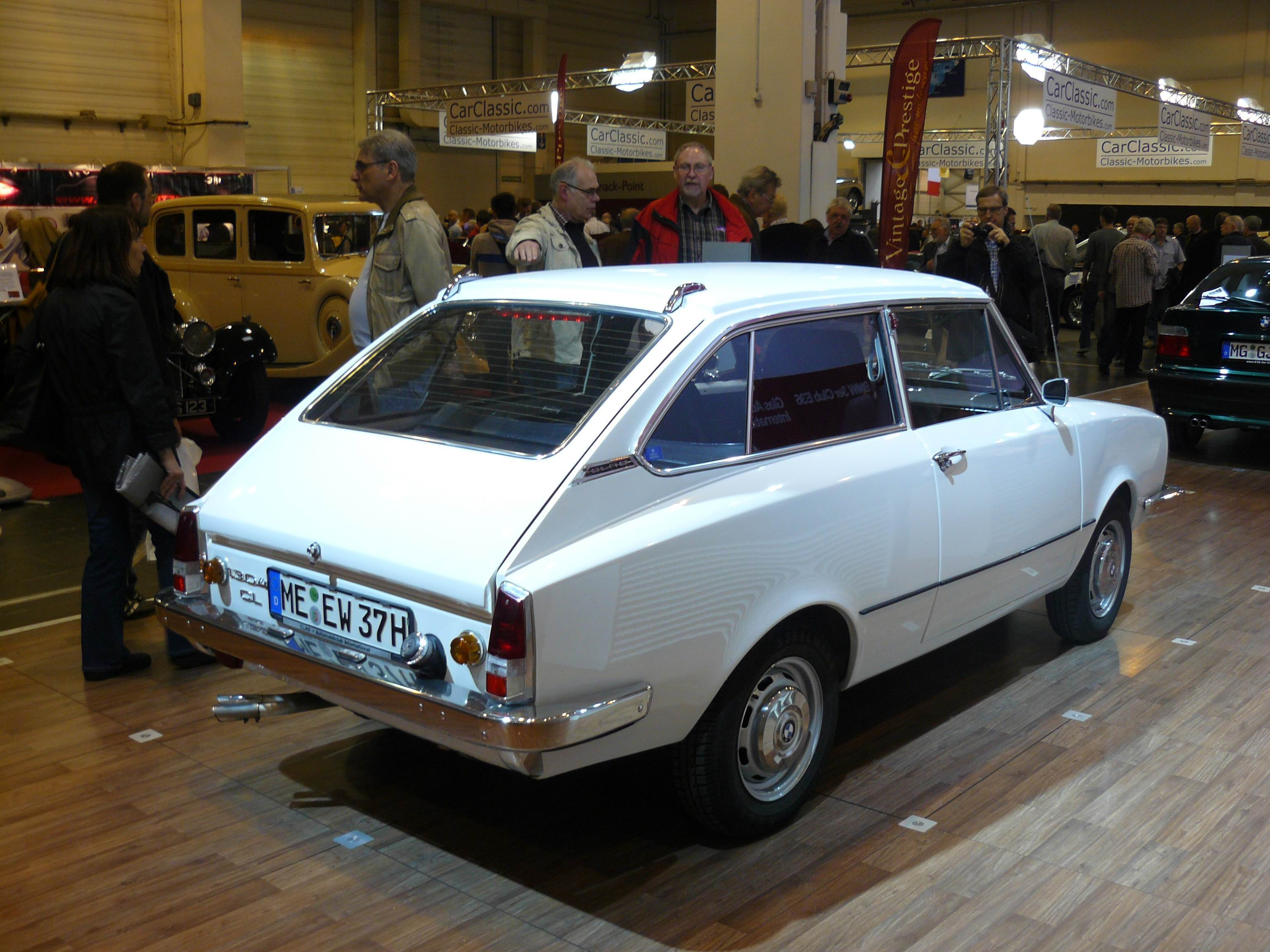
Glas 1300 CL (1966–1968)

Závodní verze dosáhla mnoha vítězství včetně porážek Porsche 356.[zdroj?]

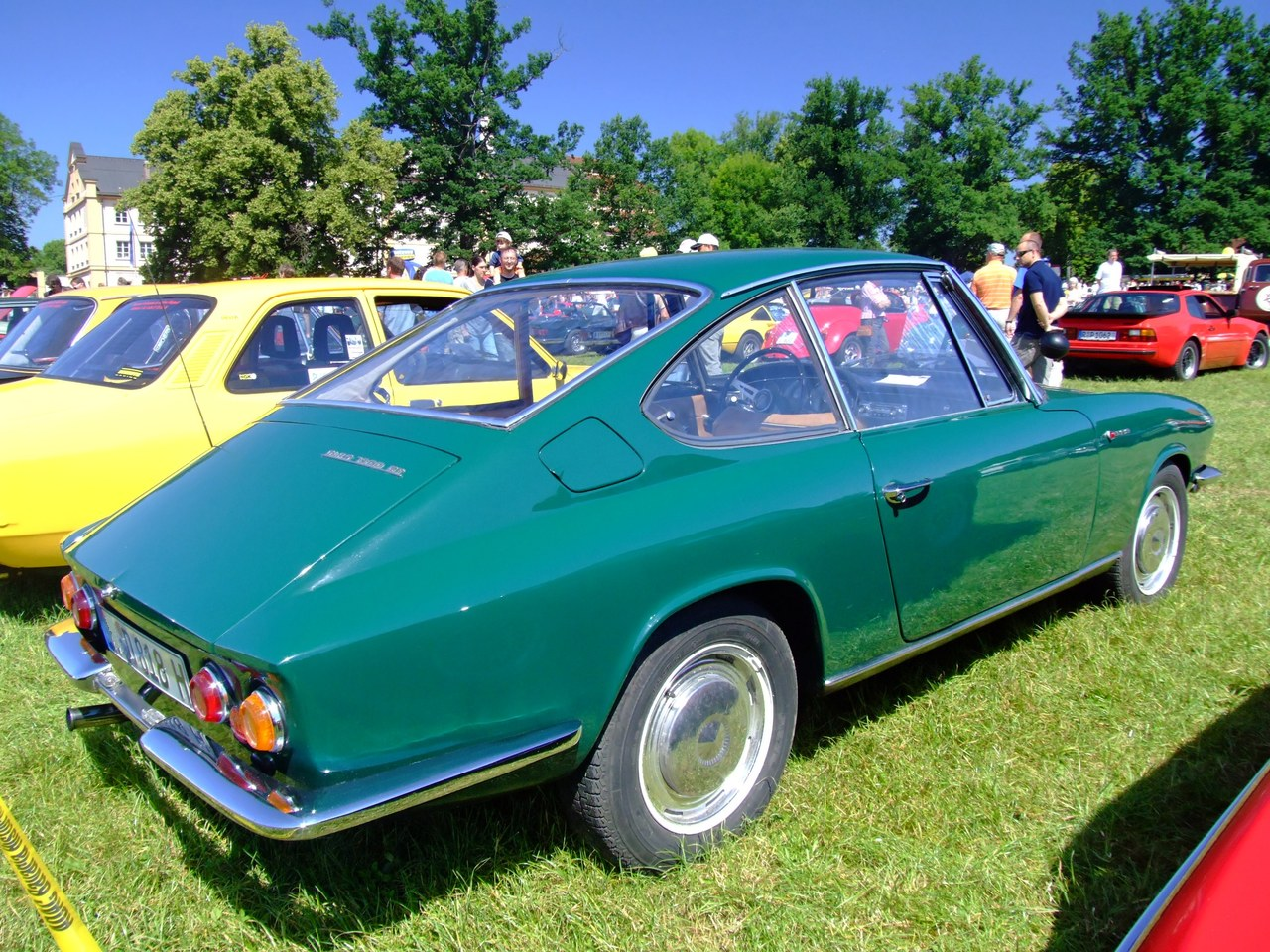
Glas 1300 GT (1964–1968)

Od ledna 1963 posílilo nabídku 2+2místné kupé Glas 1204 se zvětšeným vrtáním pístu s 1189 cm³ a 53 k. Vznikalo také jako kabriolet a prostornější tudor označený Glas 1204 Limousine. V roce 1965 nahradil Glas 1204 Glas 1304 s motorem se zvětšeným zdvihem pístu s 1290 cm³ a 60 k spolu s uvedením tudoru Glas 1004 s 992 cm³ motorem.[zdroj?]
Malá produkce však nepokryla vysoké náklady na vývoj, přestože se čtyřválcové vozy Glas od září 1966 nabízely také s praktickou třídveřovou karoserií hatchback zvanou Kombilimousine. Tehdy se nejednalo o zavedený typ karoserie a model neměl velký úspěch. Když ale Glas v prosinci 1967 ukončil výrobu všech ostatních modelů, CL zůstaly ve výrobě až do dubna 1968, nyní pod značkou BMW.[zdroj?]
Rostoucí konkurence masových výrobců s automatizovanou výrobou postupně přiměla Glas k orientaci na kategorie vozů vyšší třídy s více převládající ruční prací.[zdroj?]
V březnu 1964 se začaly vyrábět kupé a kabriolety Glas 1300 GT s karoserií, kterou navrhl italský designér Pietro Frua původně pro kupé Hansa 1100. 1290 cm³ motor poskytoval 75 k, v roce 1965 se začal do kupé montovat také 1 682 cm³ čtyřválcový motor vozu střední třídy Glas 1700 s výkonem zvýšeným na 100 k. Po převzetí bylo kupé od září 1967 vybaveno technikou BMW a vyráběno do roku 1968 s označením BMW 1600 GT.[zdroj?]

#### Vozy Glas střední třídy

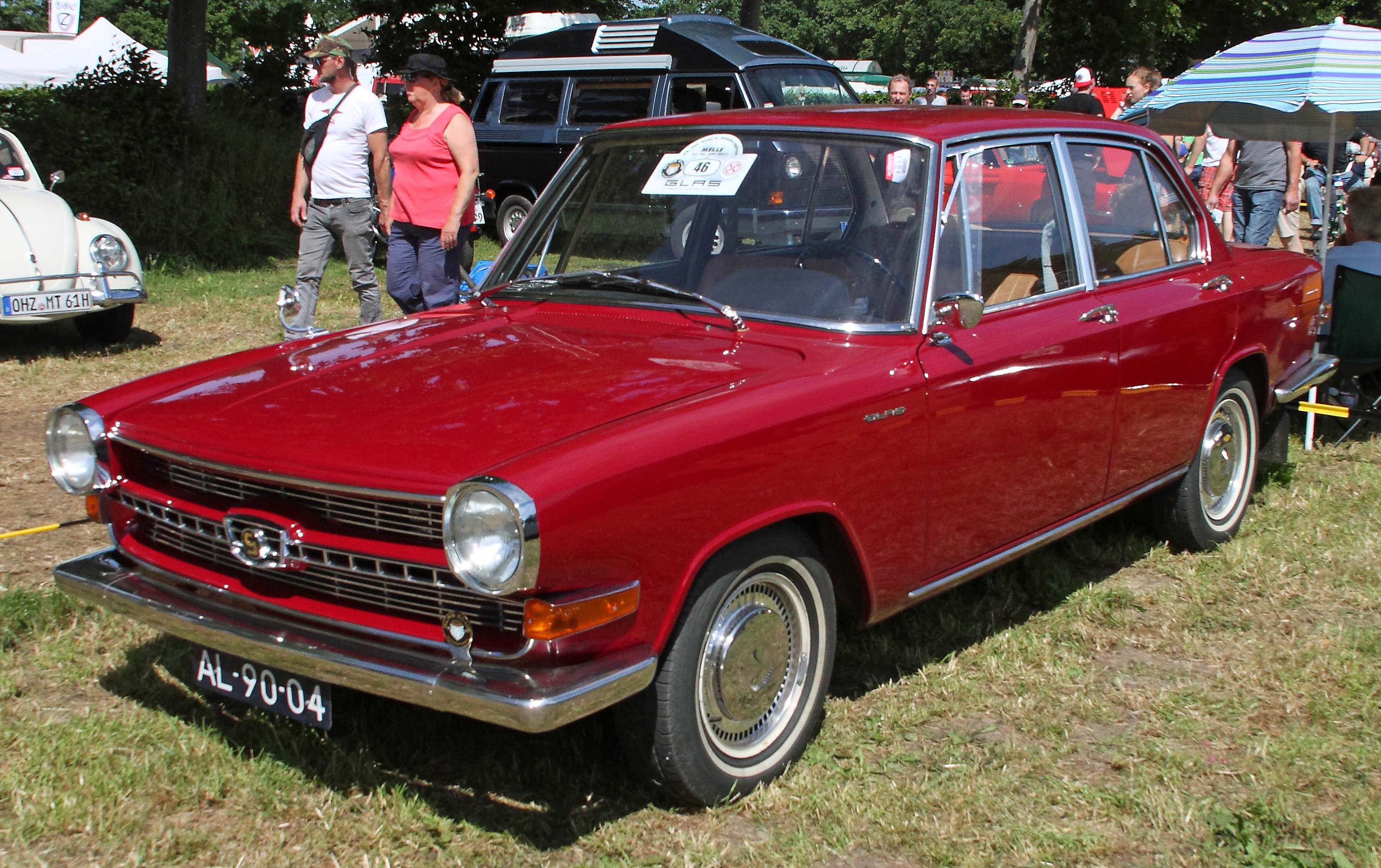
Glas 1700 (1964–1967)

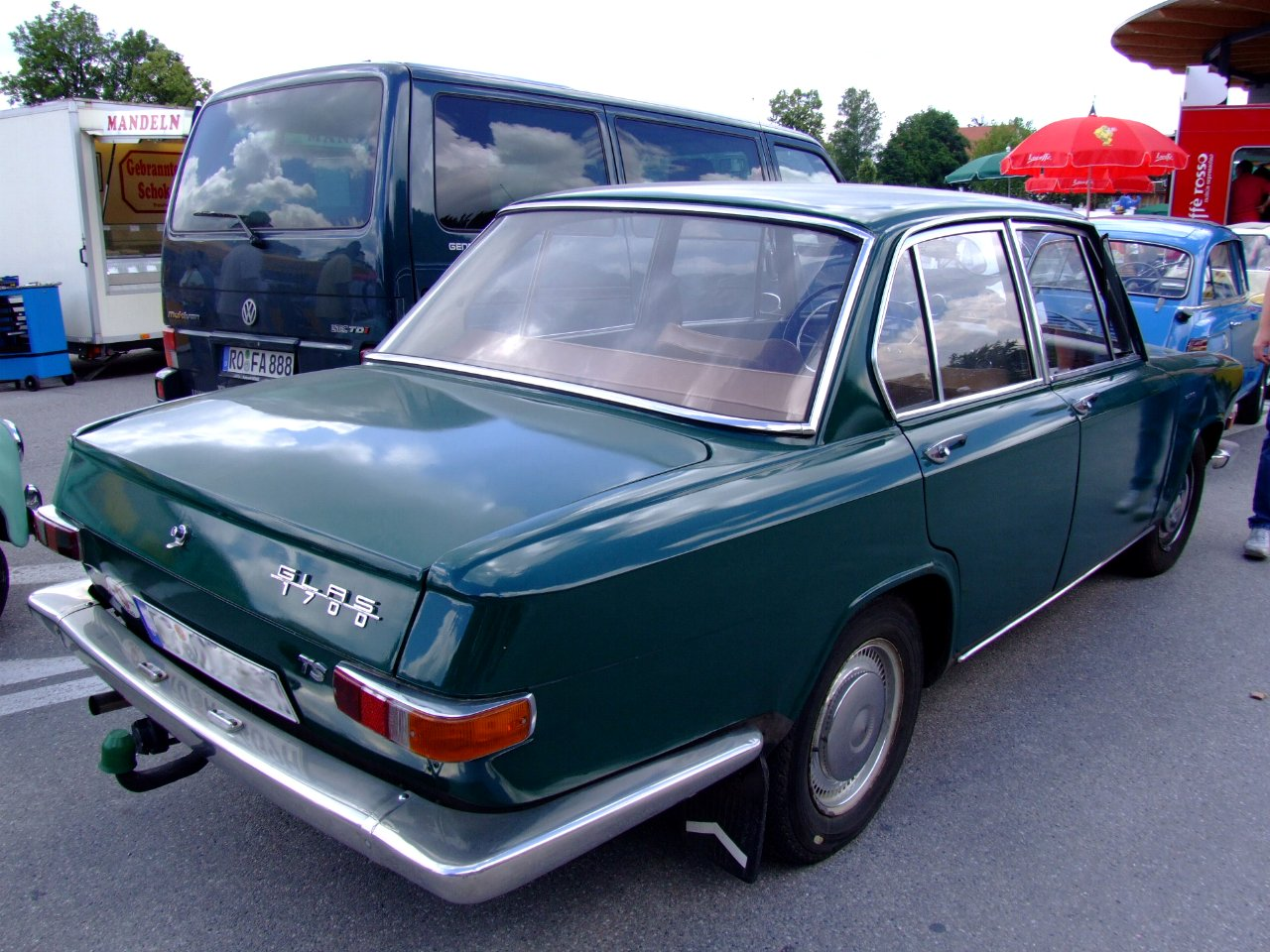
Glas 1700 (1964–1967)

Na podzim 1963 představil Glas čtyřdveřový pětimístný sedan střední třídy Glas 1500. Nejprve připravený motor vozu Glas 1304 se zvětšeným zdvihem, 1492 cm³ a 70 k musel být pro zlepšení dynamiky převrtán na 1682 cm³ a 80 k. V roce 1964 se začal vyrábět jako sportovní sedan Glas 1700. Karoserii opět navrhl Pietro Frua. Vyšel z návrhu Hansa 1300, který se pro bankrot společnosti Borgward nevyráběl. Malý počet vyrobených Glasů 1700 omezil nedostatek investičních prostředků. Hned s převzetím zastavilo BMW výrobu tohoto vozu konkurujících jeho vyšší střední třídě.[zdroj?]

#### GT vozy Glas

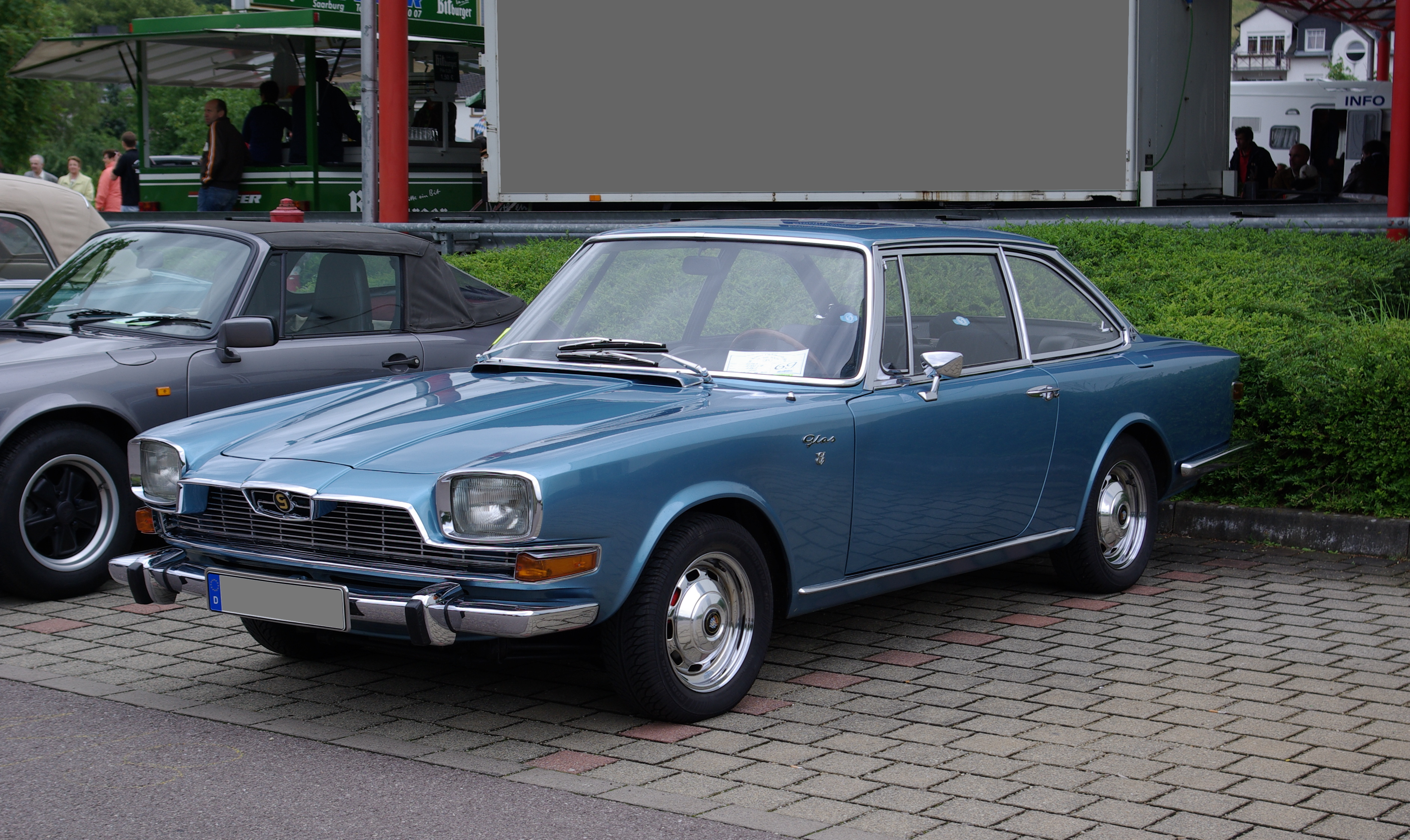
Glas V8 (1966–1968)

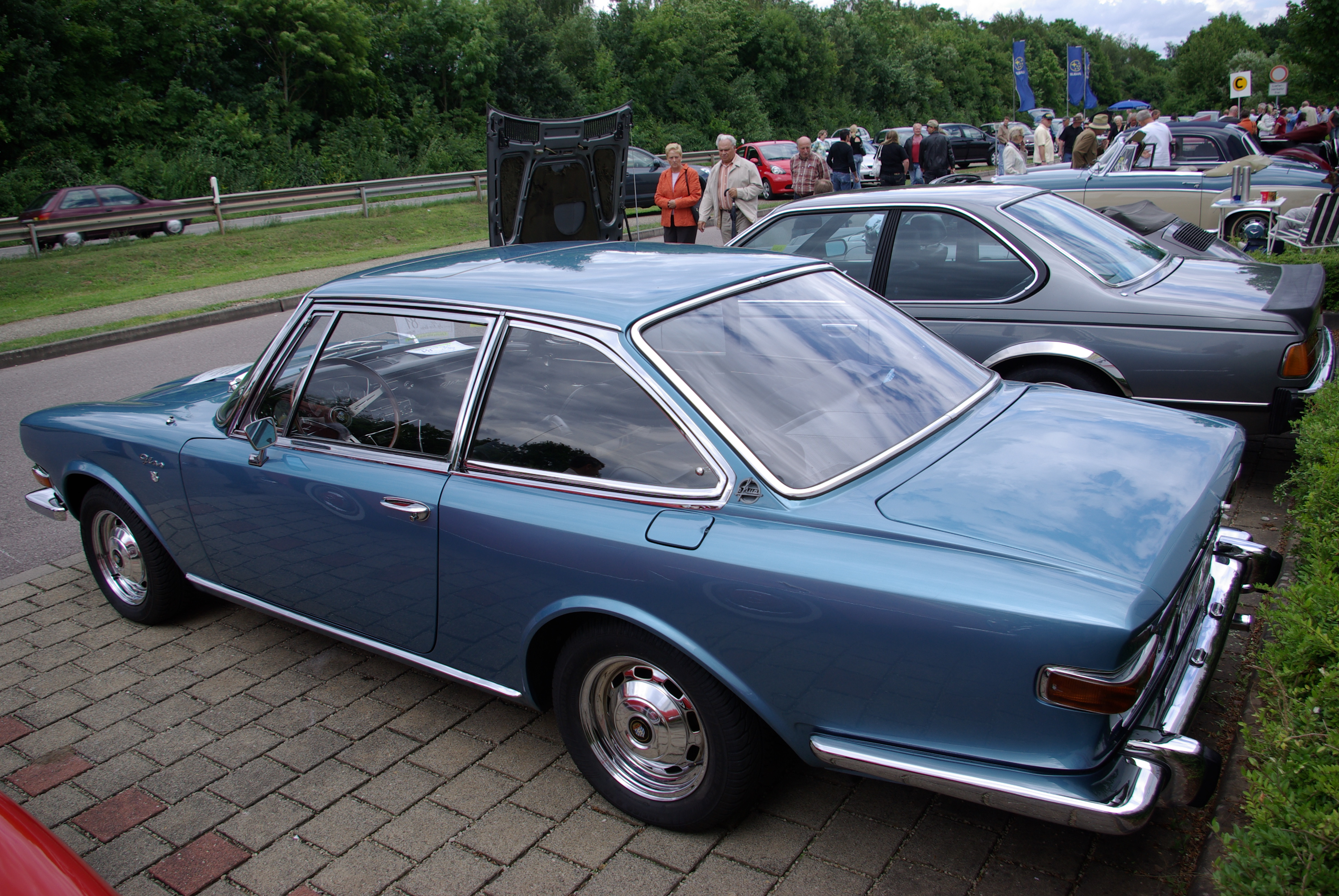
Glas V8 (1966–1968)

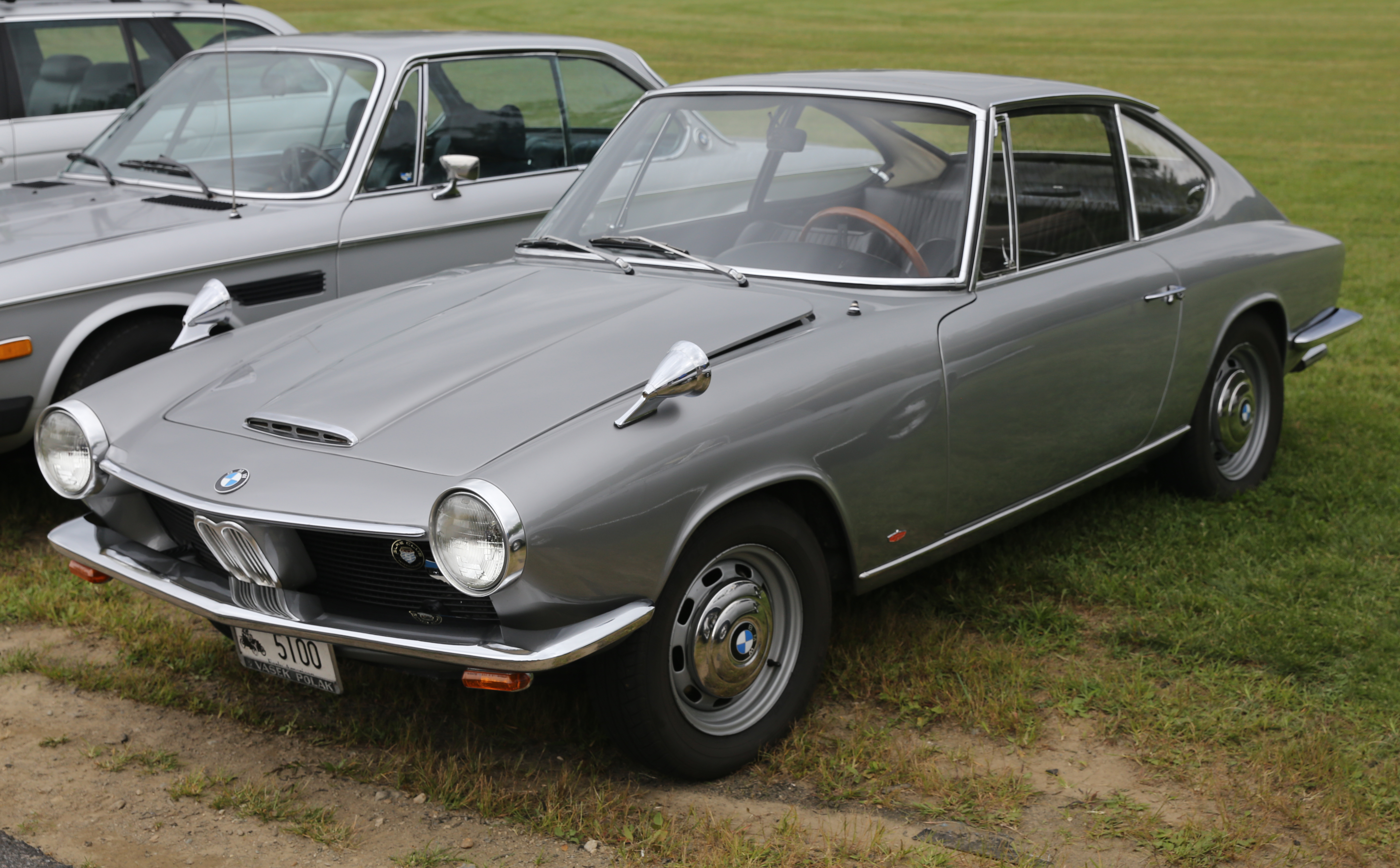
BMW 1600 GT
původně Glas 1700 GT

V únoru 1966 začal Glas vyrábět luxusní GT kupé Glas 2600 V8 se 150 k osmiválcovým 2580 cm³ motorem. Na vývoj původně zvažovaných šestiválcových motorů nebyly prostředky a použitá jednotka do V vznikla spojením čtyřválců Glas. Elegantní vůz, který opět navrhl Pietro Frua, získal pro podobnost tehdejším Maserati stejného designéra přezdívku „Glaserati“. Glas neměl prostředky na zhotovení vlastních dílů a použil díly jiných vozů cizích značek na německém trhu. Ač byly poměrně dobře přijaty, vyrobila se jen malá série Glasů V8, která opět nepokryla vysoké náklady na vývoj. Spolu s předchozími dovedly Glase k velkým finančním problémům – stále klesala výroba i přes zavádění nových typů. Banky odmítly velice roztříštěný program středně velké továrny financovat. Obrátil se na bavorskou vládu, která mj. poskytla bankovní záruky DKW na továrnu v Ingolstadtu. Glasu ale doporučila odprodej BMW, které přestávala dostačovat továrna v Mnichově. Už pod vedením BMW vznikal Glas 3000 V8 s 2982 cm³ osmiválcovým 160 k motorem se zvětšeným vrtáním, hotový už před odprodejem.[zdroj?]

## Pod BMW
Koncem roku 1966 prodal Glas továrnu BMW. Některé modely Glas byly ve výrobě ještě několik let, například 1700 GT Coupé, ale s názvem BMW 1600 Coupé. Na výrobní lince modelu Glas 1700 vyráběl v letech 1968-1973 jihoafrický dovozce BMW vozy BMW 1800 SA a BMW 2000 SA s technikou BMW. Inovované přepychové kupé V8 se s názvem BMW-Glas 3000 V8 vyrábělo do roku 1968. Poslední vyrobený Glas byl ovšem malý Goggomobil v červnu 1969. Bavorsko poté dalo potřebné bankovní záruky na investice a modernizaci továrny Glas, která prošla rekonstrukcí a vyráběla pro BMW. Roku 1973 postavilo BMW v Dingolfingu svůj největší závod.[zdroj?]

## Licenční výroba

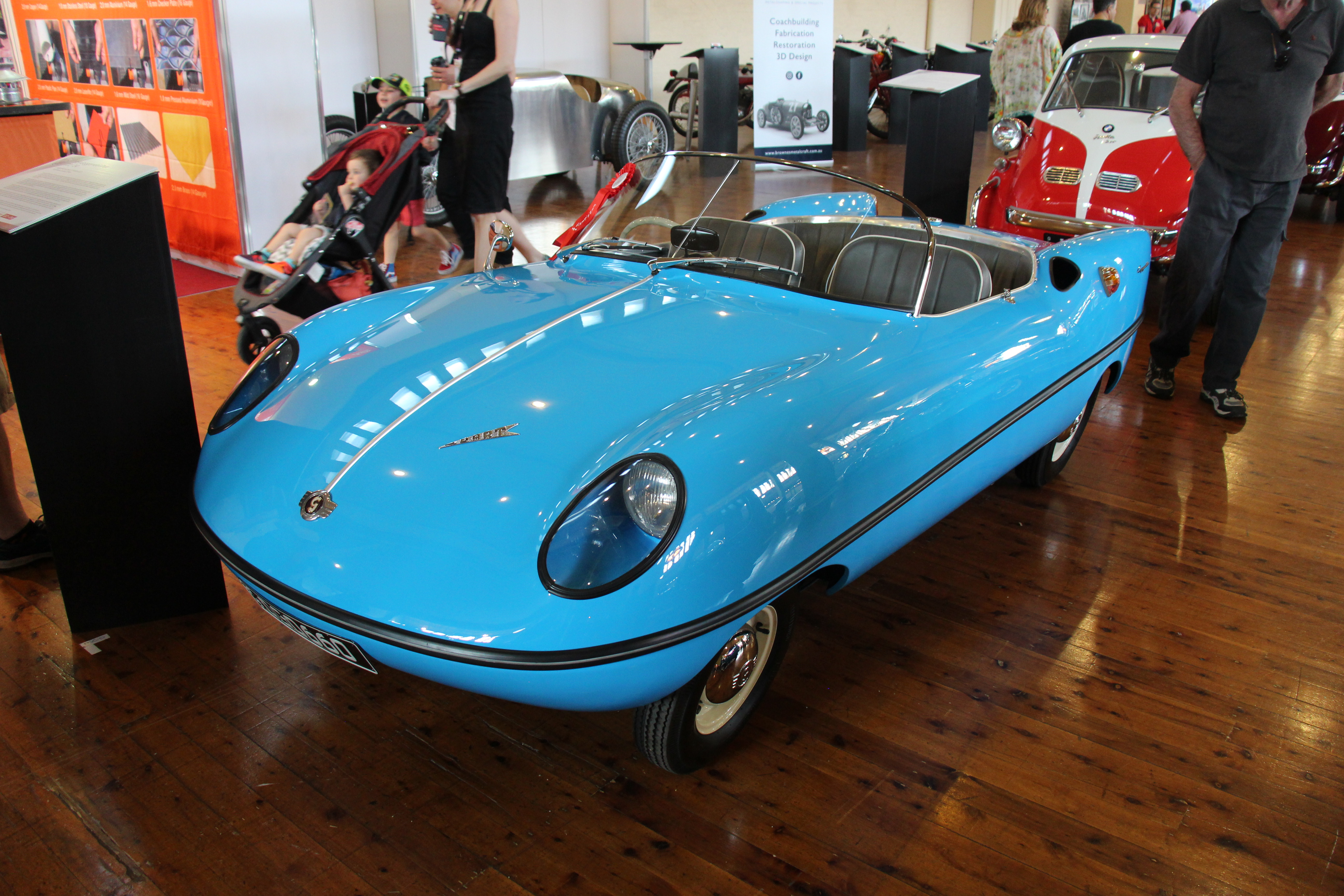
Buckle Goggomobil Dart
(1959–61)

Goggomobil se licenčně vyráběl ve Španělsku a Argentině. Také v australské společnosti Buckle Motors, která na podvozku Goggomobil T v letech 1959–1961 postavila i přibližně 700 roadsterů Dart s laminátovou karoserií vzdáleně podobných Jaguaru E-Type.[zdroj?]
V Argentině se licenčně vyráběl i Glas Isard a Glas 1204.[zdroj?]